# Iosef Kleiner
Eduardo José Kleiner (Buenos Aires, Argentina; 20 de diciembre de 1963) (conocido como Iosef Kleiner o Yosef Kleiner) es rabino, psicólogo, actor e intelectual israelí. Entre 1994 y 2020 fue rabino sucesivamente de la Comunidad Israelita Sefaradí de Chile en Santiago, de la Comunidad Adat Shalom Emanuel en Rejovot, Israel, de la Union Libérale Israélite de France en París y de la Comunidad Moreshet Avraham, en Jerusalén.
Entre 2000 y 2002 fue miembro de la Asamblea del Partido Meimad, de Israel. En 2003 fue candidato al Concejo Municipal de Rejovot, por parte de la lista independiente Kol Harejovotim.
Desde el año 2000 tuvo diversos roles actorales en Israel y realizó trabajos de locución y doblaje, tanto en hebreo como en español. En la misma época trabajó como psicólogo, tanto en consulta privada como en el servicio público en Israel.
Entre 2015 y 2023 fue profesor de Talmud en el Instituto Rabínico "A. J. Heschel" del Seminario Rabínico Latinoamericano.
En noviembre de 2022 publicó su libro "Y volverás a elevarte", un análisis e interpretación sobre el relato de Caín y Abel, que aporta un punto de vista diferente y novedoso sobre las personalidades que representan las figuras de estos dos hermanos, así como nuevas enseñanzas sobre el conflicto y sus consecuencias.
Iosef Kleiner habla corrientemente castellano, hebreo, inglés, francés y lengua de señas israelí.

## Biografía

### Sus comienzos
Nació en Buenos Aires. Es el tercer hijo de Enrique Samuel Kleiner (1929-2005) y de Clara Rosenthal (1931-2013). Sus padres son segunda generación de argentinos, nacidos de familias de inmigrantes judíos de Europa Oriental, llegados al país a principios del siglo XX.
Criado dentro de una familia judía laica de fuertes valores e identidad culturales judíos, estuvo expuesto en su hogar a una nutrida literatura judía que le abrió las primeras puertas hacia la tradición judía y su sentido.
Durante su adolescencia participó activamente en los grupos de juventud de la Sociedad Hebraica Argentina y pronto comenzó a hacerse evidente su inclinación al teatro y a la escritura, participando intensamente del grupo juvenil de arte dramático de Hebraica, bajo la dirección de Sergio Rosemblat.

### Identidad judía y religión
Al mismo tiempo en que desarrollaba su gusto por la actuación, Iosef plasmó una identidad judía caracterizada por una insistente búsqueda personal entre los aspectos culturales y religiosos de judaísmo. Tras su servicio militar comenzó en 1983 estudios judaicos superiores en el Seminario Rabínico Latinoamericano de Buenos Aires, centro del Judaísmo Conservador en Sudamérica. 
Tras cuatro años de estudio egresó del Instituto Abarbanel del Seminario como Licenciado en Estudios Judaicos y Maestro. Inmediatamente después fue aceptado en el Instituto Rabínico “A. J. Heschel”, en donde estudió, entre otros, con los Rabinos Marshall Meyer, Richard Freund, Shmuel Avidor Hacohen y Abraham Skorka. Finalizó sus estudios formales en 1993 en el Instituto Schechter de Jerusalén, en donde estudió con el Rabino David Golinkin y el Prof. Avigdor Shinan, entre otros. Tras regresar a Buenos Aires, un año más tarde, se realizó la ceremonia de ordenación rabínica, investidura que recibió junto con Ariel Stofenmacher, actual CEO y Rector del Seminario Rabínico Latinoamericano, y con la primera mujer en ser ordenada rabino en Sudamérica, Margit Baumatz.

### Educador y Rabino
Un año después de haber ingresado al Instituto Abarbanel, y como producto de sus notables logros académicos, fue nombrado maestro de hebreo, historia judía y geografía de Israel para 7.º grado de la escuela primaria “Bet El” de Buenos Aires. En la misma época comenzó su aprendizaje práctico de dirección rabínica comunitaria con su mentor, el rabino Abraham Skorka.
En 1986, fue nombrado maestro de Profetas, Mishná y Guemará en el colegio secundario Solomon Schechter de Buenos Aires y tomó a su cargo la dirección sinagogal de la comunidad “Hertzlía”, de Buenos Aires. Entre 1987 y 1992 se desempeñó como asesor bibliográfico para los alumnos del Instituto Abarbanel y desarrolló el nuevo programa de preparación (mejiná) de ese instituto, en donde también enseñó. En el mismo período dictó diversas conferencias en la B’nai B’rith, la Sociedad Hebraica Argentina, el Instituto Franz Rosenzweig del Seminario Rabínico Latinoamericano y en la Asociación Israelita de Bahía Blanca.
En 1988 recibió el premio “Rabino Dr. Theodore Friedman” al alumno sobresaliente del Departamento Rabínico.
En 1990 tomó la dirección de la sinagoga de la Asociación Israelita de Bahía Blanca, hasta que en 1992 partió hacia Israel para terminar los estudios rabínicos en el Instituto Schechter.
Tras su ordenación rabínica asumió como rabino, en 1994, de la Comunidad Israelita Sefaradí de Chile, en Santiago, sucediendo al rabino Jaime Rosenzweig. Durante esta etapa participó activamente del Instituto de Estudios Sefaradíes, que funcionaba bajo el auspicio de su Comunidad, y colaboró mensualmente en la revista “El Vocero”, con una columna titulada “Tomando kavé con el rabino”. También participó como representante de la comunidad judía local en el Congreso Latinoamericano para la Solución del Problema de la Pobreza llevado a cabo en 1996 en la sede del Comisión Económica para América Latina y el Caribe (CEPAL) de la ONU.
En 1996 fue nombrado secretario de la Asamblea Rabínica latinoamericana, brazo sudamericano de la Rabbinical Assembly, la asociación internacional de rabinos del movimiento Judío Conservador. En ese mismo año participó como expositor en el “Taller sobre Bioética y Tradiciones”, organizado por el Centro de Investigación de Bioética y Salud Pública (CIBISAP),  de la Universidad de Santiago de Chile. Tras dicho encuentro fue nombrado asesor sobre temas de bioética de ese Centro Interdisciplinario, función que desempeñó hasta fines de 1997 y que interrumpió al emigrar a Israel junto a su familia. En noviembre de ese año recibió la distinción “Asé leja rav” de la Asamblea Rabínica latinoamericana, por su meritorio desempeño en el servicio rabínico en la región de Sudamérica.
En 1998 Iosef y su familia se instalaron en Israel, en donde asumió como rabino de la comunidad “Adat Shalom Emanuel”, en la ciudad de Rejovot, sucediendo al rabino Shmuel Avidor Hacohen, puesto que desempeñó hasta 2008. Junto a su actividad educativa y de liderazgo espiritual comunitario en Rejovot, Iosef enseñó Biblia, Historia Judía y Pensamiento Judío en el marco del curso “Nativ” de Introducción al Judaísmo para soldados, dependiente del Instituto de Estudios Judaicos (Hamajon hameshutaf lelimudei haiahadut) de la Agencia Judía. Durante 1999 dictó un curso de práctica rabínica en el Instituto Schechter para estudiantes de rabinato y, entre 2000 y 2002, fue miembro de la comisión de halajá (ley judía) de la Israel Rabbinical Assembly del movimiento Conservador/Masortí. En todo ese período y hasta su partida a Francia, en 2012, dio diversas conferencias y ciclos de enseñanza tanto en Israel como en comunidades del exterior, tales como el Seminario Rabínico Latinoamericano de Buenos Aires, el Temple Hillel de North Woodmere (Nueva York. EE. UU.), la Judiska Församlingen de Estocolmo (Suecia) y la Comunidad Bet El de Madrid (España).
En 2012, tras un alto de cuatro años en su tarea rabínica comunitaria, Iosef fue contratado como rabino de la Union Libérale Israélite de France, que buscaba en esa época ensayar una definición propia más tradicional. A lo largo de dos años realizó en Francia una prolífica tarea de enseñanza de judaísmo y de guía spiritual. Las diferencias ideológicas entre los directivos de la comunidad y el rabino Kleiner mostraron ser más infranqueables que los que ambas partes habían pensado. A pesar de un trabajo conjunto intensivo buscando salvar las discrepancias, los directivos y el rabino Iosef llegaron a la conclusión de que las diferencias de base eran muy profundas.
En 2014 Iosef regresó a Israel para desempeñarse como rabino de la Comunidad Moreshet Avraham, en Jerusalén, cargo que ejerce hoy en día. Desde su regreso ha tenido también diversas intervenciones en la televisión israelí representando al Judaísmo Masortí/Conservador. Iosef es también profesor de Talmud del Instituto de Estudios Rabínicos “A.J.Heschel” del Seminario Rabínico Latinoamericano

## Multifacético

### Psicólogo
Paralelamente a sus estudios en el Seminario Rabínico Latinoamericano, Iosef ingresó en la Facultad de Psicología de la Universidad de Buenos Aires.
En 1989 Iosef obtuvo el título de licenciado en Psicología y comenzó su práctica profesional. Tras emigrar a Israel continuó su actividad principalmente en el área de la asesoría y apoyo psicológicos, tanto en su consulta privada como también de forma gratuita por internet, en especial a través del sitio mytherapy.co.il. Más adelante trabajó en los centros de Salud Mental de Rejovot y del hospital Abarbanel, en Bat Iam y en la sección de internación psiquiátrica del Hospital Hertzog de Jerusalén.
Iosef es miembro de la Asociación Israelí de Psicólogos, de la American Psychological Association y de la Fundación Internacional para el Desarrollo de las Neurociencias.

### Actividad política
Durante los primeros años en Israel, Iosef Kleiner desarrolló otra área de interés de trabajo en la sociedad: la política. Buscando el movimiento político que mejor representara sus ideales, llegó a lo que en aquel entonces era el movimiento ideológico MEIMAD, fundado por el rabino Yehuda Amital. Cuando el movimiento se transformó formalmente en partido político, para las elecciones de 1999, Iosef Kleiner fue elegido miembro de la Asamblea Central del partido. A fines de 2002, y como consecuencia de un desacuerdo general en el seno del partido, Iosef renunció a la Asamblea y abandonó MEIMAD junto con otros 20 miembros, entre los que se encontraban el rabino Yehuda Guilad, uno de los líderes del inicio, y todos los miembros de la sección de Rejovot.
En 2003 participó en el tercer lugar de la lista de candidatos para concejales del partido local Kol Harejovotim en las elecciones municipales de Rejovot.

### Actuación y locución
En su adolescencia, en Argentina, Iosef Kleiner se inició en las artes dramáticas en el grupo juvenil de teatro de la Sociedad Hebraica Argentina, el “Grupo Alef”, dirigido por Sergio Rosemblat. También escribió para ese grupo su primera obra de teatro, una pieza en un acto titulada “Qué raye ¿no?”, que trata sobre las singularidades de distintas formas del lenguaje popular de Buenos Aires de la época. En ese período hizo también algunos seminarios de actuación, entre otros con el actor Hector Malamud.
En Israel, Iosef se incorporó al teatro vocacional de adultos de Bimat Hanoar en Rejovot para continuar luego en dos elencos de teatro profesional: uno dirigido por Andrei Skobarev, en donde obtuvo el rol protagónico en la obra “El cuadro”, de Eugene Ionesco, y otro, “Teatron Hamivta”, en el que participó en una adaptación de “El Quijote” para niños y en “Desde la Cuna”,  de Andrea Bauab, ambas piezas dirigidas por Boris Rubaja. Participó también en varios comerciales, videoclips y creaciones para la televisión y el cine tales como “Ahava bashaléjet”, “Hatufim”, “Yom haem”, “Mario”, “Ir miklat (Haven)”. Iosef prestó su voz, como locutor, en diversos cortos publicitarios en castellano, películas de guía en museos y centros de visitantes y en la versión hebrea de un largometraje animado, “La vida de Maimónides”, de Berel Wein, dirigida por Ashley Lazarus, en donde dio vida al personaje de Maimónides.

## Creación
Durante su estadía en Chile, Iosef fue un asiduo colaborador en la revista “El Vocero”, publicada en esa época por la Comunidad Israelita Sefaradí de Chile. En el seno de esa comunidad publicó también una guía para la festividad de Pesaj y una traducción del Libro de Ester. Publicó también dos artículos sobre clonación y bioética en el periódico judío argentino “Comunidades”.  En Israel publicó artículos en el diario Jerusalem Post,, en el sitio de la Asociación Israelí de Psicólogos y diversos artículos en el sitio español Hagshamá de la Organización Sionista Mundial. También fue entrevistado en diversas oportunidades en diarios y televisión israelíes y en Radio Jai de Argentina. En Francia fue un asiduo colaborador de la revista “Hamevasser” de la ULIF y colaboró también en la revista “Tenou’a, ateliers de pensée(s) juive(s)”.
Hoy en día Iosef tiene un blog, Dialorapia, en donde publica en cuatro idiomas.

### Teatro
- 2018	“Hijos de un dios menor" (versión en hebreo), de Mark Medoff. Dirección: Noam Shmuel - Teatro Na Lagaat
- 2010	“Desde la Cuna”, de Andrea Bauab. Dirección: Boris Rubaja
- 2010	“Kineret, Kineret”, de Natan Alterman. Dirección: Mijaela Kelli
- 2009	“Hatemuna” (“El cuadro”), de Eugene Ionesco. Dirección: Andrei Skobarev
- 2004	“Kiddush”, de Shmuel Hasfari. DIrección: Shlomo Toledo
- 2001	“Shabat, rishón, sheni” (“Sabato, domenica e lunedi”), de Eduardo De Filippo. Dirección: Amir Lavie
- 2001	“Hamejir” (“The price”), de Arthur Miller. Dirección: Pedro Fridman
- 2001	“Tevat Noaj 2001”, musical de Aharon Hertzog. Dirección: Aharon Hertzog
- 2002/2003	“Menuha ve-nahalá”, de Gonnie Bass y Amir Lavie. Dirección: Amir Lavie

### Filmografía
- 2016	“Ir miklat” (“Haven”). Dirección: Amikam Kovner
- 2015	Videoclip de la canción “Taguid la”, de Shimon Smith. Dirección: Nir Cohen https://www.youtube.com/watch?v=aN1zMsHUDRg
- 2012	Videoclip de la canción “Mul Haiam”, de Karolina. Dirección: Daniel Landau https://www.youtube.com/watch?v=N4ZBACnH0SA
- 2011	“Hapsijolog” (“The last session”). Dirección: Rona Rohr
- 2010	“Efekt hagumia”. Dirección Hector Berrebi
- 2005	Doblaje al hebreo de la película de dibujos animados “Rambam, sipuró shel Rabi Moshé ben Maimón” (“RAMBAM: The Story of Maimonides”). Dirección: Ashley Lazarus
- 2004	“Hamokión”. Dirección: Shani Martziano
- 2002	“Betoj haadam nolad”. Dirección: Liora Levy

### Televisión
- 2015	“Mario”, Caps. 1 y 40. Dirección: Ariel Benbagi
- 2012	“Iom haem”, Cap. 10, 1a. temporada. Dirección: Rani Saar
- 2011	“Primor – Shlishiat Adler”, corto publicitario. Dirección: Doron Shmuel
- 2011	“Hajatuná”, corto publicitario. Dirección: Rani Carmeli
- 2010	“Hatufim”, Cap. 1, 1a. temporada. Dirección: Guidi Raf
- 2008	“Hamishpat”, corto publicitario.
- 2003	“Ahavá bashaléjet”, último capítulo, 1a. temporada. Dirección: Yohanan Weler
- 2002	“Huston”, corto publicitario. Dirección: Shahar Segal
- 2002	“Tinokot bamisrad”, corto publicitario. Dirección: Shahar Segal
- 2001	“Kotz im Itai Séguev”, actor invitado. Dirección: Avishai Goldstein

### Locución y doblaje
- 2013-2017	Doblajes al español para IAI (Israel Air Industry), TJ & Pals, The Jewish Story in Animation, los Túneles del Muro Occidental, Ir David, Museo de Música de Jerusalén y otros.
- 2012	Doblaje al español del libro interactivo “El ratoncito con la nariz que vibra”. Dirección: Ashley Lazarus
- 2008	Doblajes al español para Baby Channel
- 2008	Locución en español de instrucciones a pasajeros para ElAl, líneas aéreas de Israel
- 2007	Narración en español para la Torre Solar y el Campo de Espejos del Instituto Científico Weizmann
- 2007	Locución para promoción de telenovelas para el canal VIVA de Israel
- 2007	Doblaje al español de cortometraje sobre la secta de Qumran, Santuario del Libro del Museo de Israel
- 2007	Doblaje al español de cortometraje documental para el Museo Yad Vashem
- 2005	Locución en español y en hebreo de cortometraje de promoción del Festival israelí 800 años de Maimónides y del cortometraje “In the stepfoots of Maimonides”. Dirección: Ashley Lazarus
- 2004	Locución en español de cortometraje de promoción de Ir David